# Kazumasa Kawano
Kazumasa Kawano (河野 和正 Kawano Kazumasa?), född 7 november 1970 i Oita prefektur, är en japansk före detta fotbollsspelare.
Kawano började sin karriär 1989 i Mazda (Sanfrecce Hiroshima). Han spelade 59 ligamatcher för klubben. 1997 flyttade han till Nagoya Grampus Eight. Efter Nagoya Grampus Eight spelade han för Yokohama Marinos och Cerezo Osaka. Han avslutade karriären 2002.